# Razzie Awards 2007

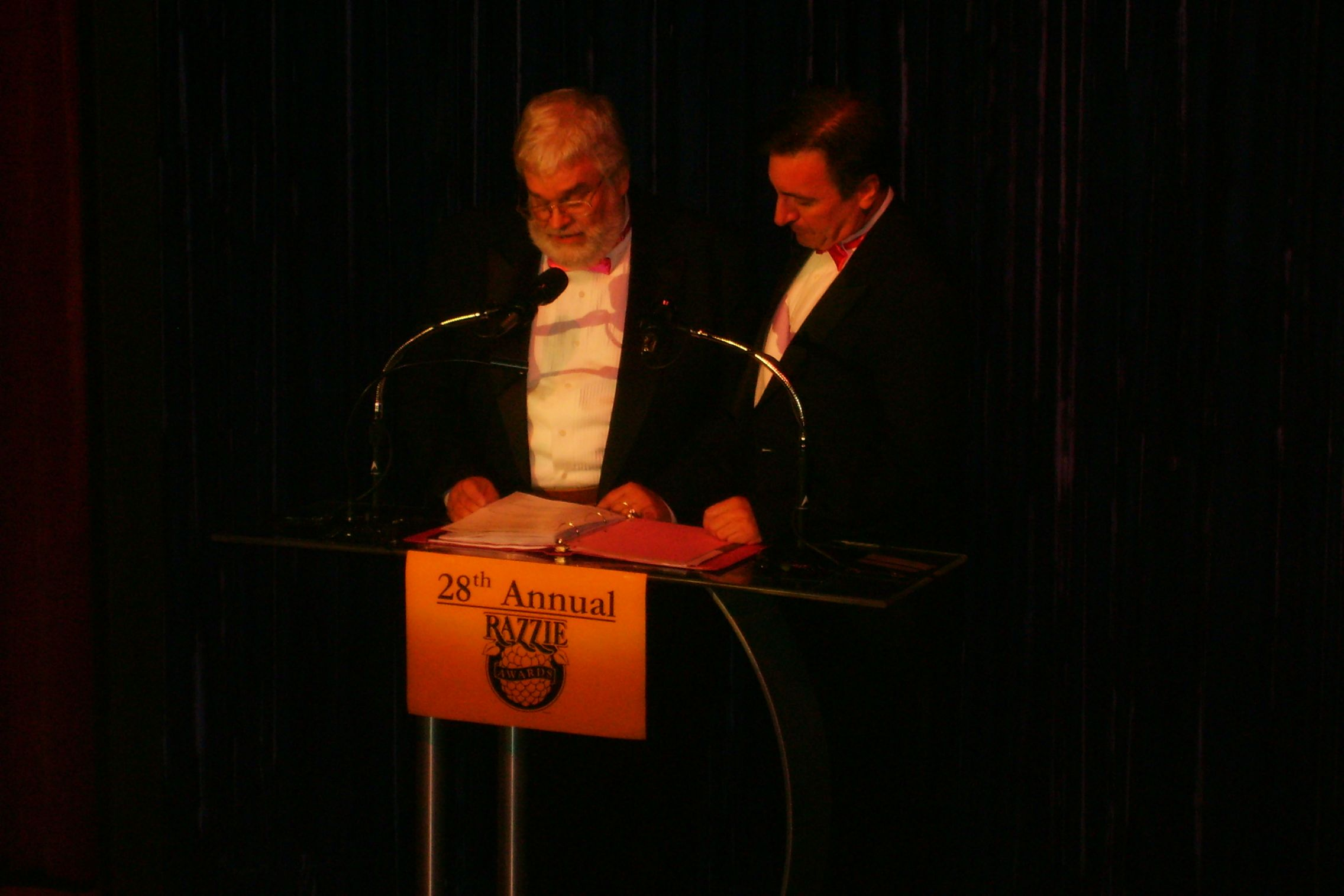
Un momento della cerimonia: John J. B. Wilson e un altro giudice del concorso leggono le candidature

La 28ª edizione dei Razzie Awards si è svolta il 23 febbraio 2008 a Santa Monica, per premiare i peggiori film dell'anno 2007. Le candidature erano state annunciate alcuni mesi prima, il 21 gennaio 2008, il giorno prima delle candidature ai Premi Oscar 2008. Il nome del mio assassino è stato il maggiore vincitore del 2007, con otto premi, incluso il peggior film.
Il film più premiato dell'anno è stato Il nome del mio assassino, mentre i più nominati sono stati Il nome del mio assassino, candidato a nove premi, seguito da Norbit e Io vi dichiaro marito e... marito con otto, e Il campeggio dei papà e Bratz con cinque nomination.

## Vincitori e candidati
Verranno di seguito indicati in grassetto i vincitori.
Ove ricorrente e disponibile, viene indicato il titolo in lingua italiana e quello in lingua originale tra parentesi.

### Peggior film
- Il nome del mio assassino (I Know Who Killed Me), regia di Chris Sivertson
- Bratz (Bratz: The Movie), regia di Sean McNamara
- Il campeggio dei papà (Daddy Day Camp), regia di Fred Savage
- Io vi dichiaro marito e... marito (I Now Pronounce You Chuck and Larry), regia di Dennis Dugan
- Norbit (Norbit), regia di Brian Robbins

### Peggior attore
- Eddie Murphy - Norbit (Norbit)
- Nicolas Cage - Ghost Rider (Ghost Rider), Il mistero delle pagine perdute (National Treasure: Book of Secrets), Next (Next)
- Jim Carrey - Number 23 (The Number 23)
- Cuba Gooding Jr. - Il campeggio dei papà (Daddy Day Camp), Norbit (Norbit)
- Adam Sandler - Io vi dichiaro marito e... marito (I Now Pronounce You Chuck and Larry)

### Peggior attrice
- Lindsay Lohan - Il nome del mio assassino (I Know Who Killed Me )
- Lindsay Lohan - Il nome del mio assassino (I Know Who Killed Me )
- Jessica Alba - Awake - Anestesia cosciente (Awake), I Fantastici 4 e Silver Surfer (Fantastic Four: Rise of the Silver Surfer), Tutte pazze per Charlie (Good Luck Chuck)
- Logan Browning, Janel Parrish, Nathalia Ramos e Skyler Shaye - Bratz (Bratz: The Movie)
- Elisha Cuthbert - Captivity (Captivity)
- Diane Keaton - Perché te lo dice mamma (Because I Said So)

### Peggior attore non protagonista
- Eddie Murphy - Norbit (Norbit)
- Orlando Bloom - Pirati dei Caraibi - Ai confini del mondo (Pirates of the Caribbean: At World's End)
- Kevin James - Io vi dichiaro marito e... marito (I Now Pronounce You Chuck and Larry)
- Rob Schneider - Io vi dichiaro marito e... marito (I Now Pronounce You Chuck and Larry)
- Jon Voight - Bratz (Bratz: The Movie), Il mistero delle pagine perdute (National Treasure: Book of Secrets), September Dawn (September Dawn), Transformers (Transformers)

### Peggior attrice non protagonista
- Eddie Murphy - Norbit (Norbit)
- Jessica Biel - Io vi dichiaro marito e... marito (I Now Pronounce You Chuck and Larry) e Next (Next)
- Carmen Electra - Epic Movie (Epic Movie)
- Julia Ormond - Il nome del mio assassino (I Know Who Killed Me)
- Nicollette Sheridan - Nome in codice: Cleaner (Code Name: The Cleaner)

### Peggior regista
- Chris Sivertson - Il nome del mio assassino (I Know Who Killed Me)
- Dennis Dugan - Io vi dichiaro marito e... marito (I Now Pronounce You Chuck and Larry)
- Roland Joffé - Captivity (Captivity)
- Brian Robbins - Norbit (Norbit)
- Fred Savage - Il campeggio dei papà (Daddy Day Camp)

### Peggior coppia
- Lindsay Lohan e Lindsay Lohan (nella parte delle sorelle gemelle) - Il nome del mio assassino (I Know Who Killed Me)
- Jessica Alba e a scelta tra Hayden Christensen - Awake - Anestesia cosciente (Awake), Dane Cook - Tutte pazze per Charlie (Good Luck Chuck) o Ioan Gruffudd - I Fantastici 4 e Silver Surfer (Fantastic Four: Rise of the Silver Surfer)
- Qualsiasi combinazione possibile di due personaggi - Bratz (Bratz: The Movie)
- Eddie Murphy (Norbit) e a scelta tra Eddie Murphy (Mr. Wong) o Eddie Murphy (Rasputia) - Norbit (Norbit)
- Adam Sandler e a scelta tra Kevin James o Jessica Biel - Io vi dichiaro marito e... marito (I Now Pronounce You Chuck and Larry)

### Peggior sceneggiatura
- Jeffrey Hammond - Il nome del mio assassino (I Know Who Killed Me)
- Geoff Rodkey, David J. Stem e David N. Weiss - Il campeggio dei papà (Daddy Day Camp)
- Jason Friedberg e Aaron Seltzer - Epic Movie (Epic Movie)
- Barry Fanaro, Alexander Payne e Jim Taylor - Io vi dichiaro marito e... marito (I Now Pronounce You Chuck and Larry)
- Eddie e Charlie Murphy, Jay Sherick e David Ronn - Norbit (Norbit)

### Peggior prequel o sequel
- Il campeggio dei papà (Daddy Day Camp), regia di Fred Savage
- Aliens vs. Predator 2 (Aliens vs. Predator: Requiem), regia di Colin e Greg Strause
- Un'impresa da Dio (Evan Almighty), regia di Tom Shadyac
- Hannibal Lecter - Le origini del male (Hannibal Rising), regia di Peter Webber
- Hostel: Part II (Hostel: Part II), regia di Eli Roth

### Peggior remake o rip-off
- Il nome del mio assassino (I Know Who Killed Me), regia di Chris Sivertson
- Finalmente a casa (Are We Done Yet?), regia di Steve Carr
- Bratz (Bratz: The Movie), regia di Sean McNamara
- Epic Movie (Epic Movie), regia di Jason Friedberg e Aaron Seltzer
- Who's Your Caddy? (Who's Your Caddy?), regia di Don Michael Paul

### Peggior pretesto per un film horror
- Il nome del mio assassino (I Know Who Killed Me), regia di Chris Sivertson
- Aliens vs. Predator 2 (Aliens vs. Predator: Requiem), regia di Colin e Greg Strause
- Captivity (Captivity), regia di Roland Joffé
- Hannibal Lecter - Le origini del male (Hannibal Rising), regia di Peter Webber
- Hostel: Part II (Hostel: Part II), regia di Eli Roth

## Statistiche vittorie/candidature
Premi vinti/candidature:
- 8/9 - Il nome del mio assassino (I Know Who Killed Me)
- 3/8 - Norbit (Norbit)
- 1/5 - Il campeggio dei papà (Daddy Day Camp)
- 0/8 - Io vi dichiaro marito e... marito (I Now Pronounce You Chuck and Larry)
- 0/5 - Bratz (Bratz: The Movie)
- 0/3 - Epic Movie (Epic Movie)
- 0/3 - Captivity (Captivity)
- 0/2 - Il mistero delle pagine perdute (National Treasure: Book of Secrets)
- 0/2 - Next (Next)
- 0/2 - Awake - Anestesia cosciente (Awake)
- 0/2 - I Fantastici 4 e Silver Surfer (Fantastic Four: Rise of the Silver Surfer)
- 0/2 - Tutte pazze per Charlie (Good Luck Chuck)
- 0/2 - Aliens vs. Predator 2 (Aliens vs. Predator: Requiem)
- 0/2 - Hannibal Lecter - Le origini del male (Hannibal Rising)
- 0/2 - Hostel: Part II (Hostel: Part II)
- 0/1 - Ghost Rider (Ghost Rider)
- 0/1 - Number 23 (The Number 23)
- 0/1 - Perché te lo dice mamma (Because I Said So)
- 0/1 - Pirati dei Caraibi - Ai confini del mondo (Pirates of the Caribbean: At World's End)
- 0/1 - September Dawn (September Dawn)
- 0/1 - Transformers (Transformers)
- 0/1 - Nome in codice: Cleaner (Code Name: The Cleaner)
- 0/1 - Un'impresa da Dio (Evan Almighty)
- 0/1 - Finalmente a casa (Are We Done Yet?)
- 0/1 - Who's Your Caddy? (Who's Your Caddy?)